# Dalapferd

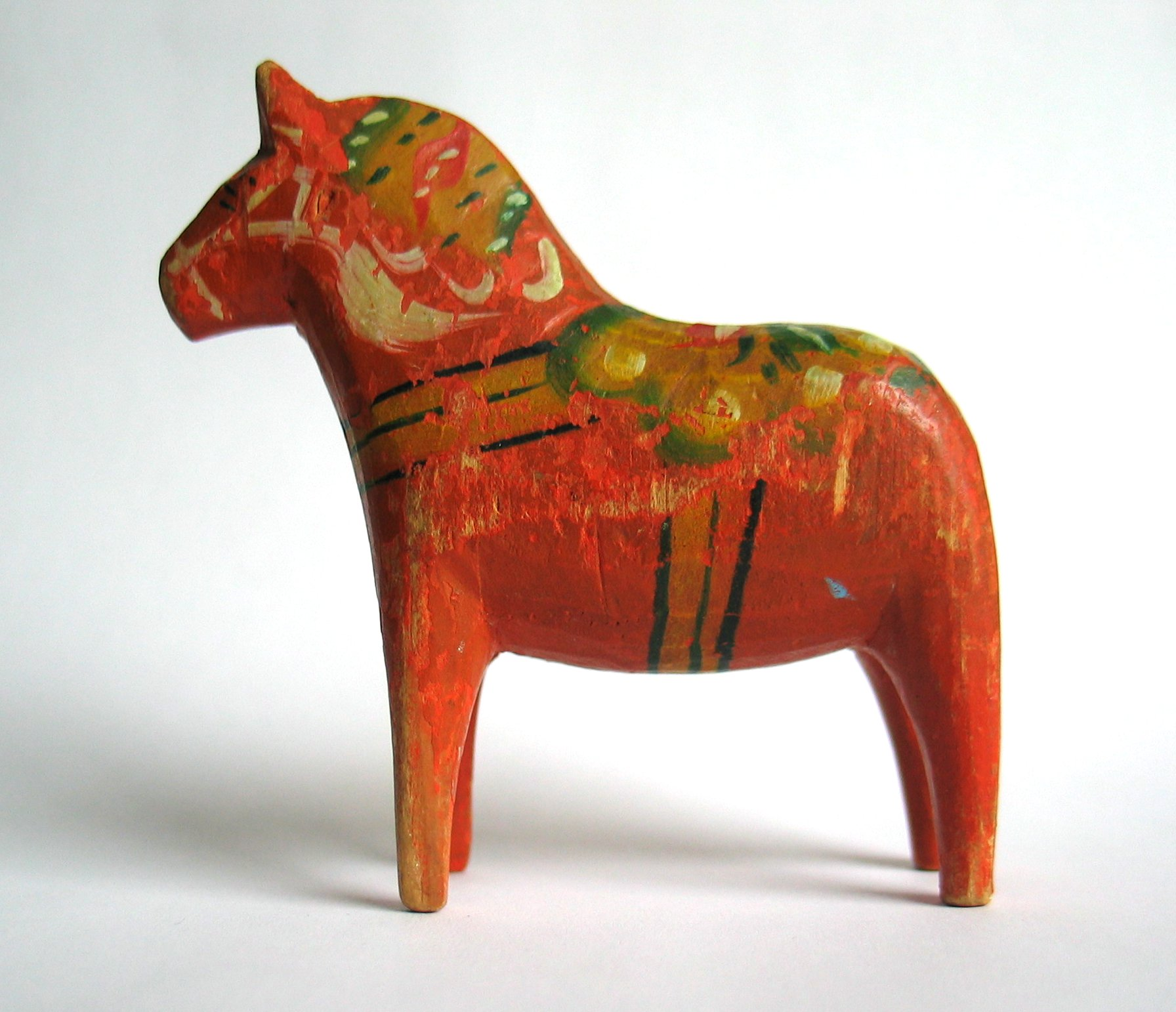
Altes Dalapferd

Das Dalapferd (schwedisch: dalahäst) ist eine aus Holz gefertigte Figur in Pferdeform, die in der schwedischen Landschaft Dalarna gefertigt wird. Dalapferde gelten heute im Ausland als typisches Symbol für ganz Schweden.
Die Pferde sind traditionell rot gefärbt und besitzen einen aufgemalten Sattel und Zaumzeug in grün-weißem Muster in traditioneller Kurbitsmalerei. Die Tradition der Dalapferde lässt sich ins 17. Jahrhundert zurückverfolgen und geht auf geschnitztes Holzspielzeug zurück, das die Einwohner der Gegend in den langen Winternächten anfertigten, als kalte Witterung und Dunkelheit kaum andere Arbeiten zuließen.
Eine der bedeutenderen Werkstätten für Dalapferde findet sich in Nusnäs. Das Dalahäst ist das häufigste Souvenir, das von Besuchern in Schweden gekauft wird, und alleine in Nusnäs werden Pferdchen für ca. 2,6 Millionen Euro jährlich verkauft. Tomas Holst hat das kleinste Dalapferd hergestellt, es ist 3,7 mm hoch und 3 mm lang. Das angeblich größte Dalapferd der Welt steht in Avesta, es ist aus Beton und 13 Meter hoch.

## Dalapferdchen-Galerie
Eine Präsentation der Produktion in Nusnäs:

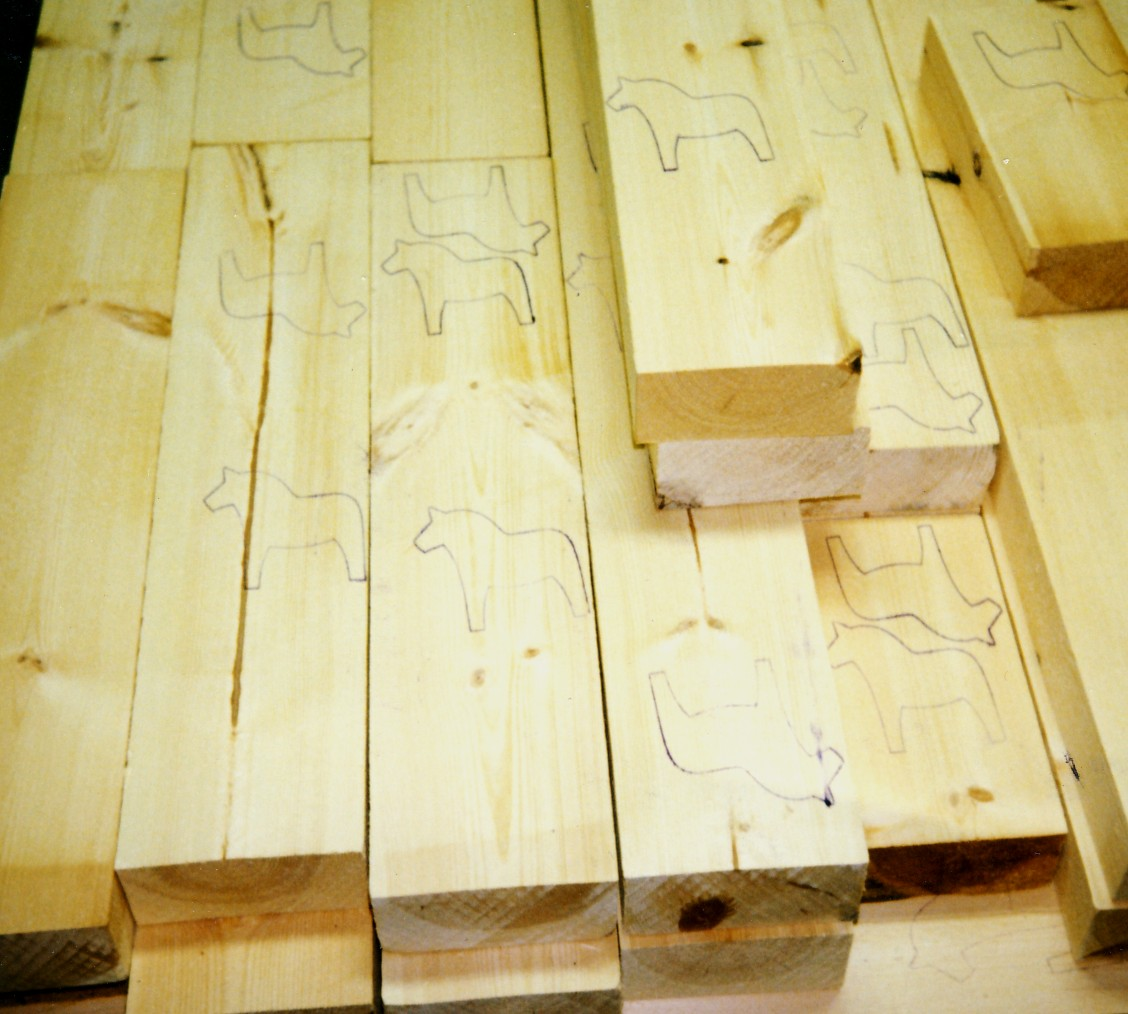
1. Stempel
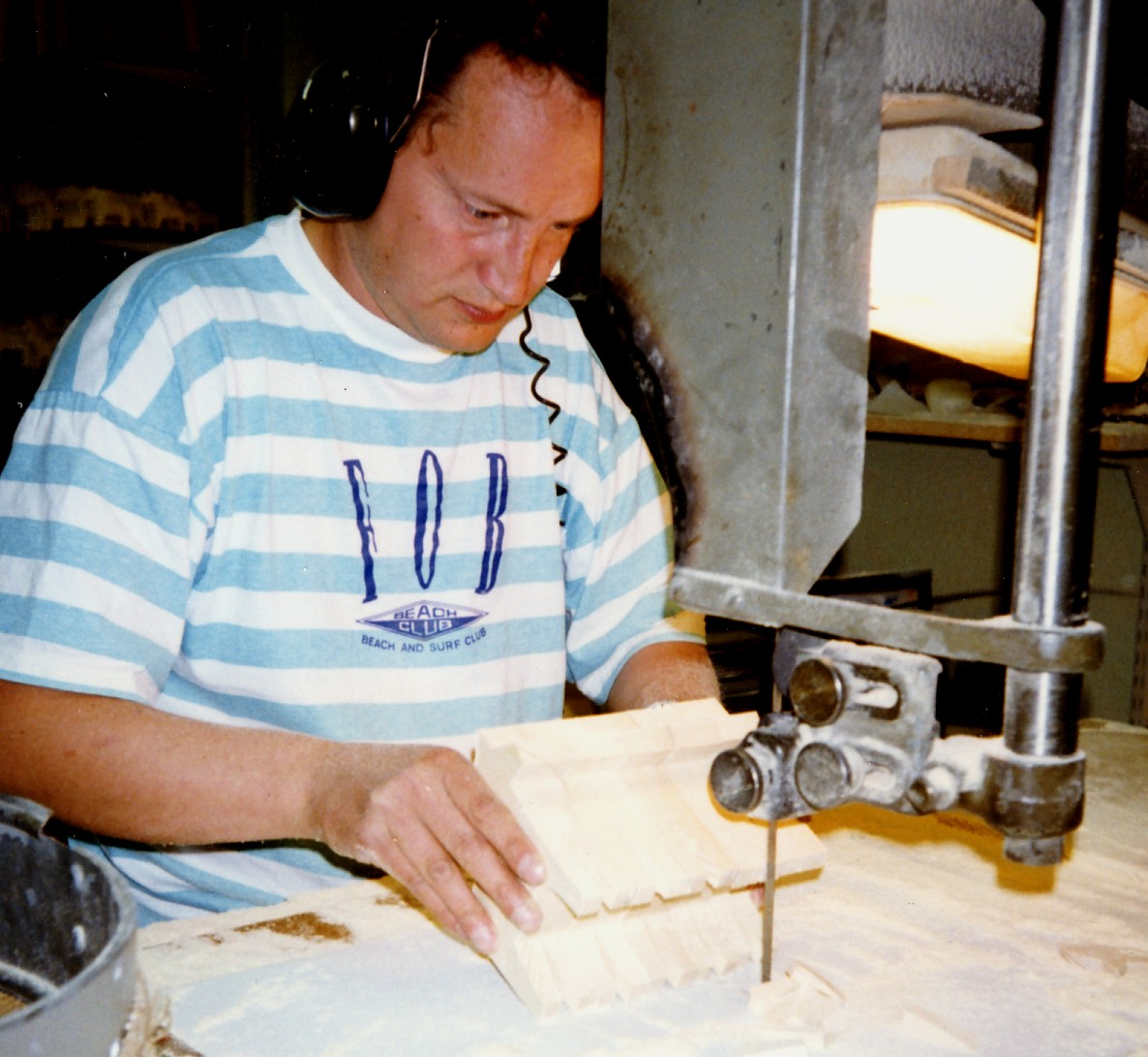
2. Aussägen
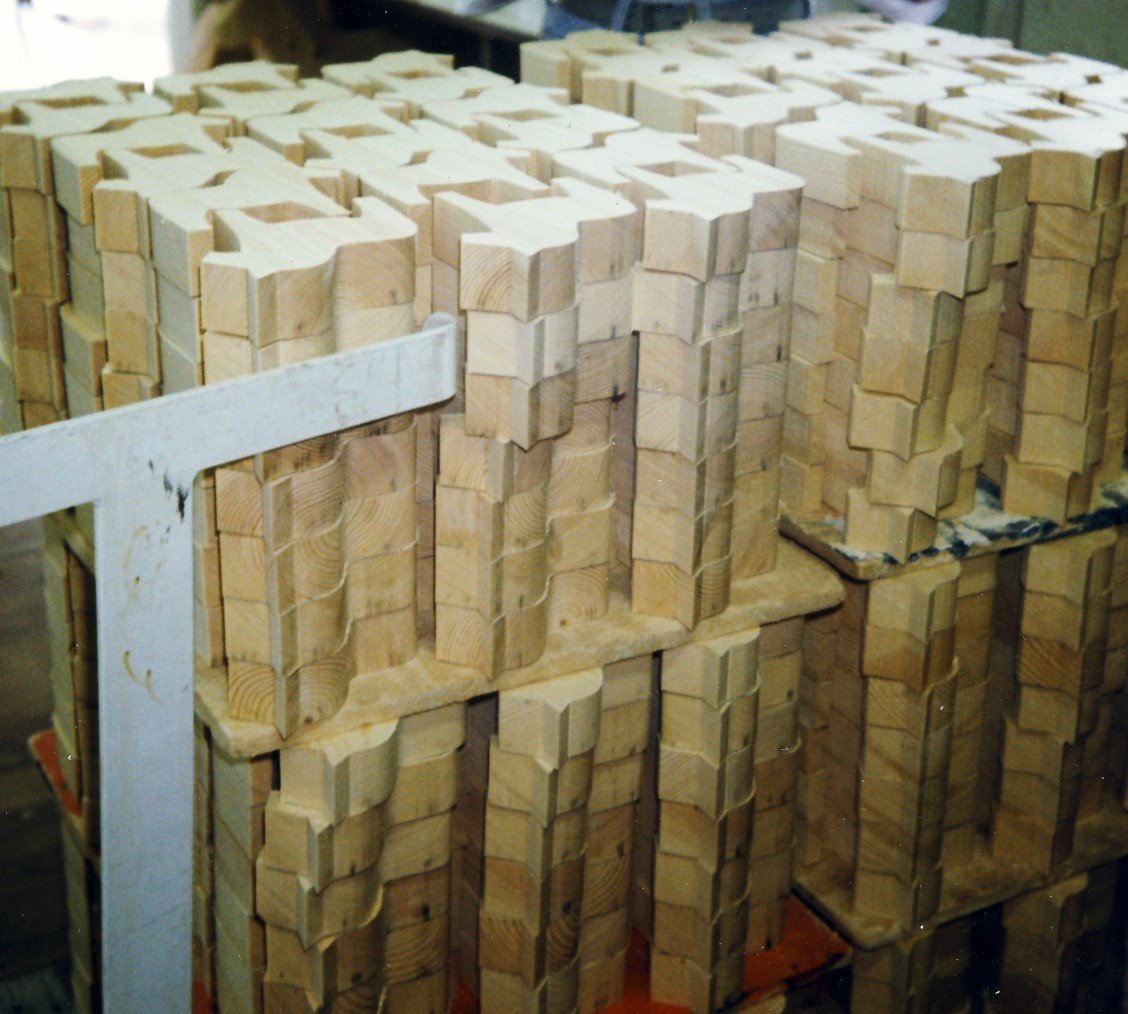
3. Rohlinge
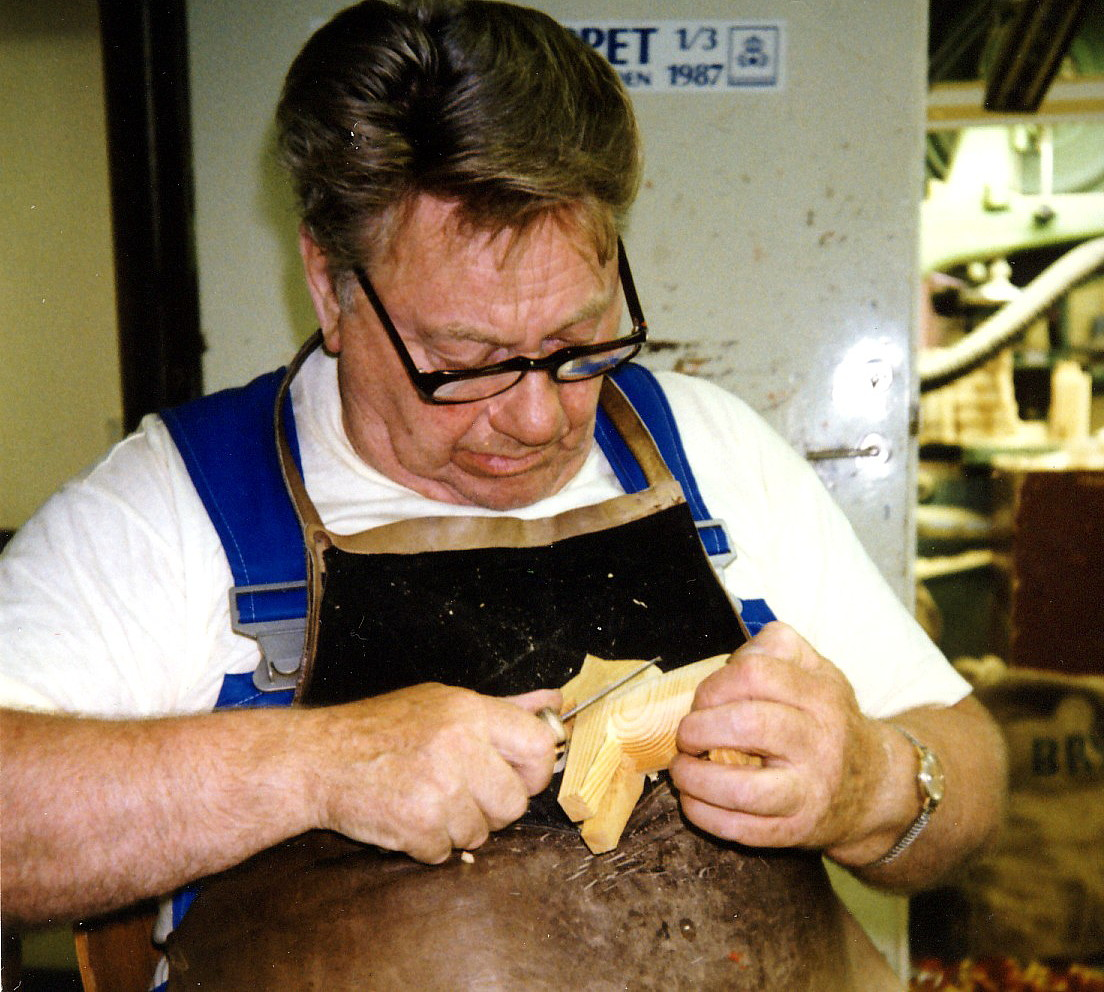
4. Schnitzen
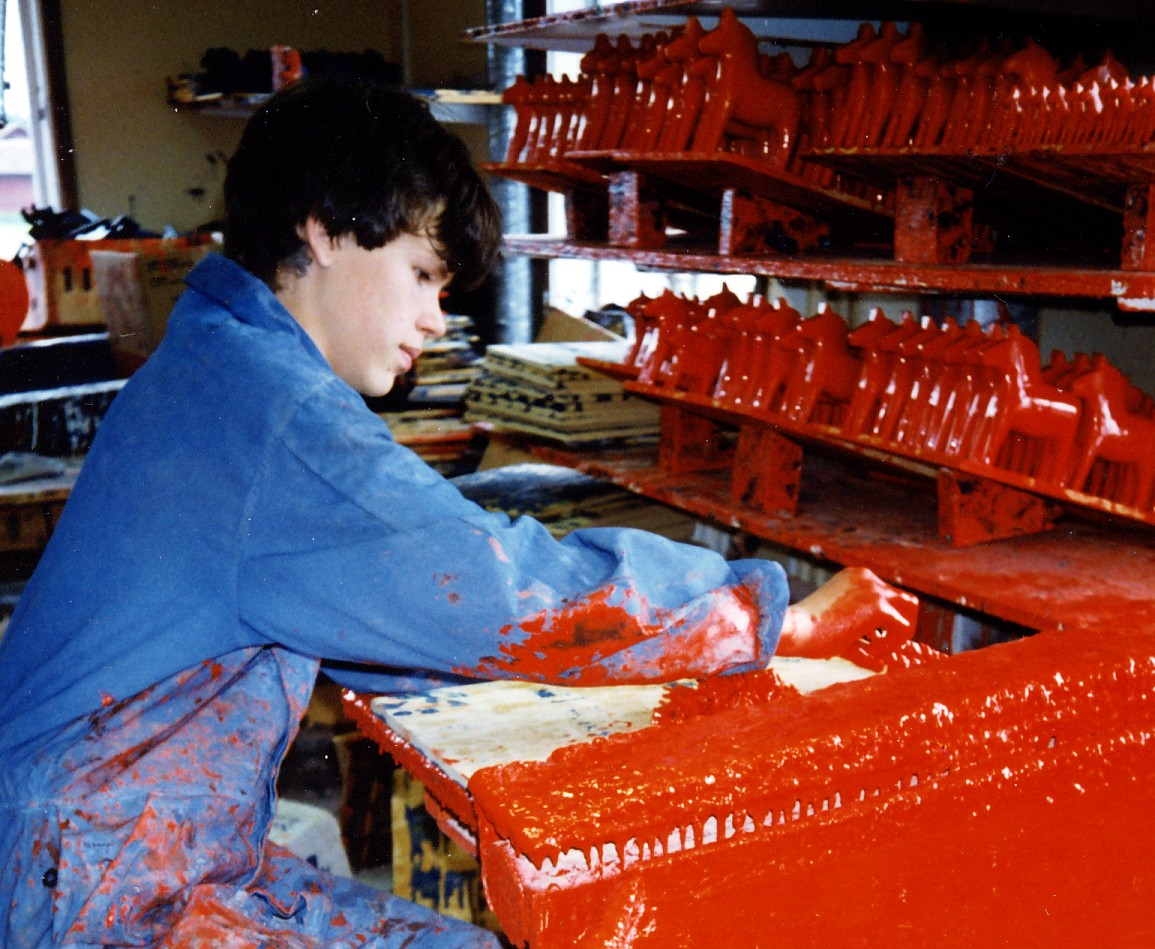
5. Färben
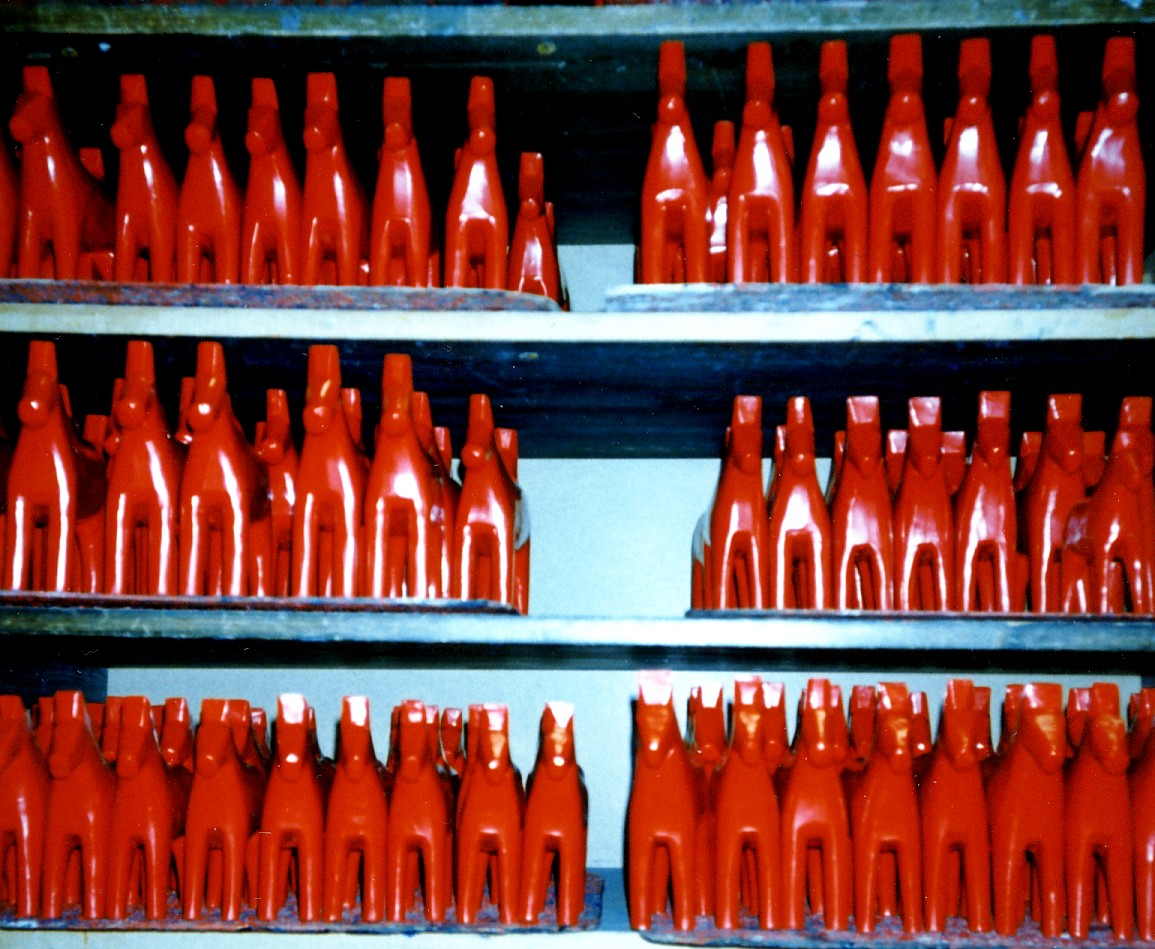
6. Trocknen
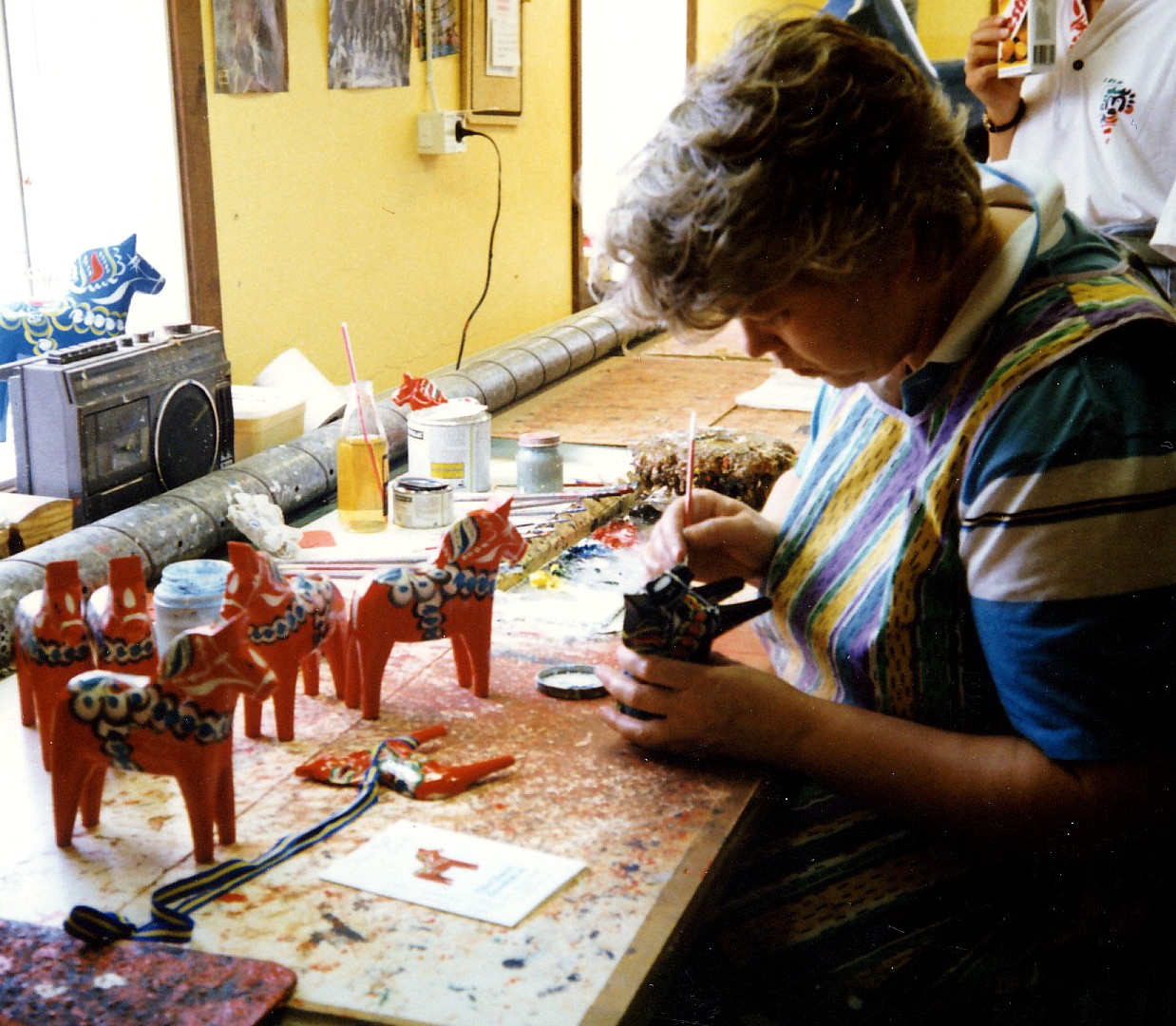
7. Aufmalen der Muster
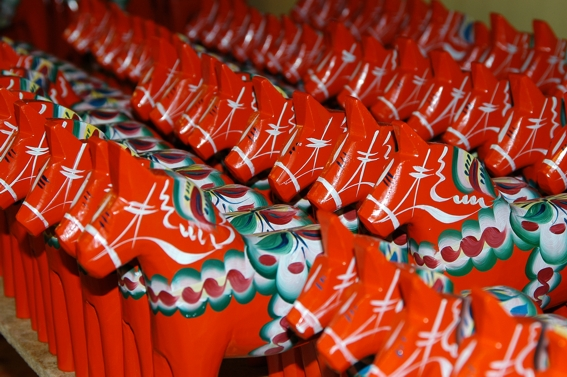
8. Fertige Pferde